# The Chocolate of the Gang
The Chocolate of the Gang és un curtmetratge de comèdia estatunidenc del 1918 dirigit per King Vidor.

## Repartiment
- Ruth Hampton com a L'hereva
- Thomas Bellamy[1] as Black Boy
- Ernest Butterworth Jr. com a noi blanc
- Jutge Willis Brown com ell mateix / Comentarista

## Recepció
Com moltes pel·lícules americanes de l'època, The Chocolate of the Gang va ser sotmesa a retallades per part de les juntes de censura de pel·lícules de les ciutats i els estats. Per exemple, la Junta de Censors de Chicago va requerir un tall a la bobina 1, d'una vista frontal del noi negre nu i, a la bobina 2, tres vistes del noi negre a través del periscopi amb coloms en una caixa.